# Le Petit Vagabond
Le Petit Vagabond (El pequeño ruiseñor) est un film espagnol réalisé par Antonio del Amo, sorti en 1956. 

## Synopsis
Joselito vit dans l'église du village avec son grand-père. Abandonné par sa mère, il reste un enfant joyeux, espiègle et gentil. Aux chants religieux il préfère ceux des cafés dans lesquels le flamenco est à l'honneur. Le monde est dur et les tentations nombreuses...

## Fiche technique
- Titre original : El pequeño ruiseñor
- Réalisation : Antonio del Amo
- Scénario : Antonio Guzmán Merino
- Photographie : César Fraile
- Musique : Antonio Valero
- Montage : Petra R. de Nieva
- Durée : 97 min

## Distribution
- Joselito  (VF : Dominique Maurin) : Joselito
- Lina Canalejas  (VF : Nelly Delmas) : la mère de Joselito
- Mario Berriatúa  (VF :  Marc Cassot) : le père Jesús
- Mariano Azaña (VF :  Fernand Rauzena)  : Martín, le sacristain
- Luis Induni (VF : Georges Aminel) : Gonzalo
- Aníbal Vela
- Luis Domínguez Luna
- Carmen Sánchez (VF : Lita Recio) :Romuelda
- José Prada
- Luis Roses
- Domingo Rivas
- José María Martín	(sous le nom de "José Mª Martín")
- Paul Ellis (sous le nom de "Manuel Granada")
- José Cuenca